# Stefano I di Napoli
Stefano I di Napoli (... – Napoli, 687) è stato un funzionario bizantino fu duca di Napoli per l'impero bizantino dal 684 al 687.